# Пиер-Анри Рафанел
Пиер-Анри Рафанел (на френски: Pierre-Henri Raphanel) е бивш пилот от Формула 1. Роден на 27 май 1961 година в Алжир, Алжир.

## Формула 1
Пиер-Анри Рафанел прави своя дебют във Формула 1 в Голямата награда на Австралия през 1988 година. В световния шампионат записва 17 състезания като не успява да спечели точки. Състезава се за отборите на Ларус, Колони и Риал.